# David Gilmour (historien)
David Robert Gilmour, 4e baronnet, (né le 14 novembre 1952) est un écrivain et historien britannique. Fils de l'homme politique conservateur Ian Gilmour, il est l'auteur de nombreux ouvrages historiques, dont les biographies primées de Lord Curzon (lauréat du prix Duff Cooper) et de Rudyard Kipling (lauréat du prix Elizabeth Longford de biographie historique).

## Biographie
David Gilmour est le fils aîné d'Ian Gilmour, baron Gilmour de Craigmillar, 3e baronnet, et de Caroline Margaret Montagu-Douglas-Scott, la plus jeune fille du 8e duc de Buccleuch. La princesse Margaret est sa marraine lors de son baptême. Il devient le 4e baronnet à la mort de son père en 2007. Il est le cousin germain de Richard Scott, 10e duc de Buccleuch, l'un des plus grands propriétaires fonciers privés d'Écosse, et de Ralph Percy, 12e duc de Northumberland.
Gilmour fait ses études au Collège d'Eton et au Balliol College d'Oxford. Il est membre de la Royal Society of Literature (FRSL), ancien chercheur associé du St Antony's College d'Oxford et ancien chercheur associé principal du Balliol College d'Oxford.
Il a également rédigé des critiques pour des publications telles que la London Review of Books, le Financial Times, le Corriere della Sera, le Times Literary Supplement, The Spectator, l'Independent on Sunday et la New York Review of Books.

## Publications
- Dispossessed: The Ordeal of the Palestinians 1917–1980 (1980)
- Lebanon: The Fractured Country, (1983)
- The Transformation of Spain: from Franco to the Constitutional Monarchy[1] (1985)
- The Last Leopard: A Life of Giuseppe Tomasi di Lampedusa, (1988, nouvelle édition par Eland publiée en 2007)
- The Hungry Generations,, (1991)
- Cities of Spain, (1992)
- Curzon : Imperial Statesman (1994) Prix Duff Cooper, nominé pour le prix Whitbread, le prix Saltire et le prix Marsh Biography
- The French and their Révolution (éd.), (1988)
- Paris & Elsewhere (éd.), (1998)
- he Long Recessional: The Imperial Life of Rudyard Kipling (2002) (Prix Elizabeth Longford de biographie historique 2003)
- The Ruling Caste: Imperial Lives in the Victorian Raj (2005)
- The Pursuit of Italy: A History of a Land, its Regions and their Peoples (2011)[2]
- The British in India: A Social History of the Raj (2018)